# Kalazin
Kalazin (ros. Калязин) – miasto położone w zachodniej Rosji na terenie obwodu twerskiego, centrum administracyjne rejonu kalazińskiego.

## Komunikacja
Miasto znajduje się na prawym brzegu Wołgi, spiętrzonej tu przez Zaporę Uglicką. Znajduje się tutaj też stacja kolejowa na linii Moskwa – Sonkowo – Petersburg (jedna z największych w obwodzie) i przebiega tędy szosa na Uglicz.

## Historia

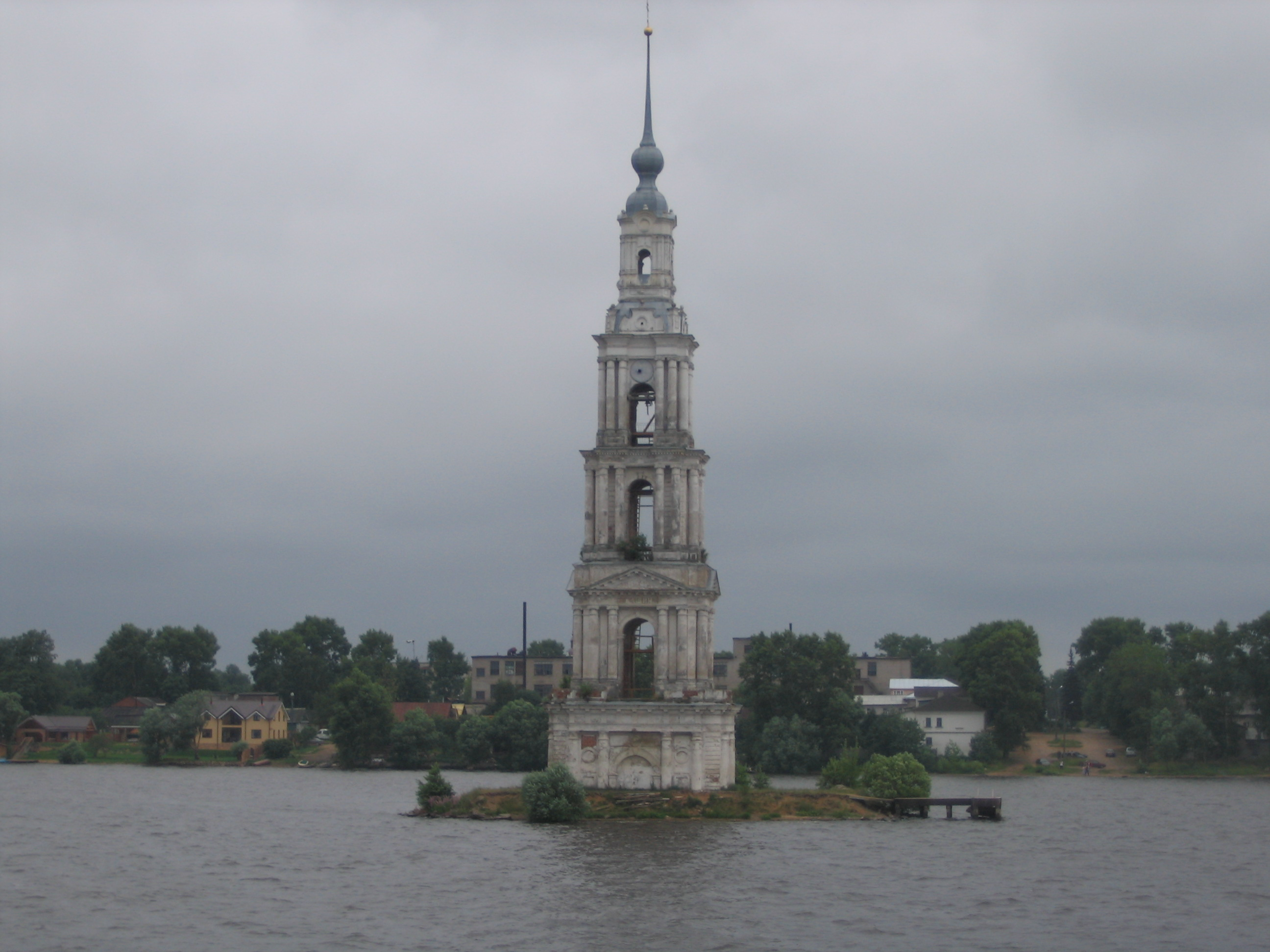
Dzwonnica soboru św. Mikołaja zalanego przez wody Wołgi spiętrzone Zaporą Uglicką

Osada powstała w XII wieku jako słoboda (rodzaj wolnizny), a w XV w powstał na drugim brzegu Wołgi Monastyr św. Makarego (najbardziej charakterystyczny obiekt miasta, z refektarzem z 1525). W trakcie Dymitriady w dniu 28 sierpnia 1609 roku doszło tu do całodziennych nierozstrzygniętych potyczek wojsk moskiewskich Michaiła Skopina-Szujskiego z wojskami polskimi pod dowództwem Jana Piotra Sapiehy (Bitwa pod Kalazinem). 
Od 1775 miasto.
W latach 1935–1950 trwała tu budowa Zapory Uglickiej, w wyniku czego na skutek spiętrzenia wody zalany został duży obszar starego miasta, z którego dziś ponad lustro wody wystaje jedynie dzwonnica soboru św. Mikołaja z roku 1800. 